# 세명대학교
세명대학교(世明大學校, Semyung University)는 충청북도 제천시에 있는 사립 대학이다. 

## 연혁
1990년 11월 28일, 학교법인 대원교육재단에 의해 세명대학이 설립되어 이듬해 3월 5일에 개교하였다. 1991년 12월, 대한민국 교육법이 개정되며 초급대학, 단과대학 등도 종합대학과 같이 '대학교'라는 명칭을 사용할 수 있도록 하면서 이듬해 세명대학교로 교명을 변경한다.
1993년 제183 학생군사교육단을 설치하였으며, 1996년 부속한방병원을 개원하였다. 2021년 세명대학교 개교 30주년을 맞이하였다. 현재 권동현 총장이 역임하고 있다.

## 역대 학장과 총장
다음은 역대 세명대학장 혹은 세명대학교총장과 각 직무 수행 기간을 열거한다.
- 초대 학장, 제1, 2대 총장 김엽(1991년 3월~1999년 1월)
- 제3대 총장 권영우(1999년 2월~2003년 1월)
- 제4대 총장 염재선(2003년 9월~2006년 8월)
- 제5대 총장 김광림(2006년 9월~2008년 3월)
- 제6, 7대 총장 김유성(2008년 4월~2015년 4월)
- 제8, 9대 총장 이용걸 (2015년 4월~2020년 12월)
- 총장권한대행 권동현 (2021년 1월~2022년 2월)
- 제10대 총장 권동현 (2022년 3월~2023년 12월)

## 교육편제

### 학부
세명대학교는 2022년 기준, 인문예술대학, 사회과학대학, IT엔지니어링대학, 보건바이오대학, 한의과대학 등 5개의 단과대학 아래 7학부, 32학과, 18전공이 설치되어 있다.

### 대학원
세명대학교 대학원은 일반대학원과 특수대학원 1개원으로 구성된다. 일반대학원의 경우 석사 18학과, 박사 19학과를 편제하고 있다. 특수대학원으로 경영행정복지대학원을 설립하고 있다.

## 캠퍼스 풍경
세명대학교는 충청북도 소재 사립 대학으로, 제천시 신월동에 그 캠퍼스를 두고 있다. 약 25개동의 건축물이 위치하며, 캠퍼스 동측으로 정문이 위치한다. 입구쪽에 들어가자마자 한의학관이 위치하며, 주도로로 직진하여 서측으로 가면 본관과 기념관이 나온다. 캠퍼스 북측으로 세명학사 등 각종 학생생활관과 학생회관 등 학생 복지 시설과, 일부 교육 시설이 위치한다. 캠퍼스 남측으로는 노천공연장과 각종 공원, 골프연습장 등을 볼 수 있다.
캠퍼스 동측의 세명로와 남측의 대학로를 통해 접근이 가능하며, 세명로를 통한 진입 직전, 서측으로 뻗은 보조도로를 통해 자매 법인이 운영하는 전문대학인 대원대학교 캠퍼스와 접한다.

### 대학병원 및 기타 대학 시설
세명대학교는 부속병원으로 캠퍼스 내 세명대학교부속제천한방병원과, 충주시에 세명대학교부속충주한방병원을 운영하고 있다.

## 같이 보기
- 대원대학교
- 의림지
- KD운송그룹